# Pseudotrigonidium summum
Pseudotrigonidium summum är en insektsart som beskrevs av Andrej Vasiljevitj Gorochov 1996. Pseudotrigonidium summum ingår i släktet Pseudotrigonidium och familjen syrsor. Inga underarter finns listade i Catalogue of Life.